# Джонс, Тайс
Тайс Роберт Джонс (англ. Tyus Robert Jones; родился 10 мая 1996, Бернсвилл, штат Миннесота) — американский баскетболист, выступающий за клуб НБА «Орландо Мэджик». Чемпион Национальной ассоциации студенческого спорта (NCAA) сезона 2014/2015 годов, в котором был признан самым выдающимся игроком этого баскетбольного турнира. Играет на позиции разыгрывающего защитника.

## Ранние годы
Тайс Джонс родился 10 мая 1996 года в округе Бернсвилл (штат Миннесота), учился в средней школе Эппл-Вэлли из одноимённого города, в которой играл за местную баскетбольную команду, а в 2014 году был признан лучшим баскетболистом среди учащихся старших школ Миннесоты.

## Спортивная карьера

### Университет Дьюка (2014—2015)
В 2014 году поступил в Университет Дьюка, где выступал за баскетбольную команду «Дьюк Блю Девилз», в которой провёл успешную карьеру. При Тайсе Джонсе «Блю Девилз» один раз выигрывали регулярный чемпионат и турнир конференции ACC (2015), а также один раз выходили в плей-офф студенческого чемпионата США (2015).
В 2015 году «Дьюк Блю Девилз» стали чемпионами Национальной ассоциации студенческого спорта (NCAA), а Джонс был признан самым выдающимся игроком этого баскетбольного турнира, став всего четвёртым первокурсником, после Первиса Эллисона, Кармело Энтони и Энтони Дэвиса, обладателем этого почётного трофея. 29 марта «Блю Девилз» вышли в финал четырёх турнира NCAA (англ. Final Four), где сначала в полуфинале, 4 апреля, обыграли команду Дензела Валентайна «Мичиган Стэйт Спартанс» со счётом 81—61, в котором Тайс стал четвёртым по результативности игроком своей команды, набрав 9 очков, а затем в финальном матче, 6 апреля, в упорной борьбе обыграли команду Фрэнка Камински и Найджела Хейза «Висконсин Бэджерс» со счётом 68—63, в котором Джонс стал лучшим по результативности игроком своей команды, набрав 23 очка.

### Миннесота Тимбервулвз
На драфте 2015 года Тайс был выбран под 24 номером «Кливленд Кавальерс» и тут же обменян в «Миннесоту Тимбервулвз» на выбранных под 31-м номером Джеди Османа, 36-м номером Ракима Кристмаса и на выбор второго раунда 2019 года.

### Вашингтон Уизардс (2023—2024)
23 июня 2023 года «Мемфис Гриззлис» обменял Джонса в «Вашингтон Уизардс» в результате трёхстороннего обмена, в ходе которого Кристапс Порзингис отправился в «Бостон Селтикс», а Маркус Смарт в «Мемфис Гриззлис». Также «Бостон» получил 25-й выбор на драфте НБА 2023 года и выбор в первом раунде драфта 2024 года команды «Голден Стэйт Уорриорз», а «Вашингтон» получил Данило Галлинари, Майка Мускала и 35-й выбор на драфте НБА 2023 года. 15 декабря Джонс сделал свой второй в карьере трипл-дабл из 13 очков, 11 передач и 10 подборов против «Индианы Пэйсерс». 27 февраля 2024 года Джонс сделал рекордные в карьере 17 передач против «Голден Стэйт Уорриорз». Он снова возглавил лигу с соотношением 7,3 передачи к одной потере, на этот раз впервые в качестве игрока старта.

### Финикс Санз (2024—2025)
28 июля 2024 года Джонс подписал однолетний контракт с «Финикс Санз». Джонс дебютировал за «Санз» 23 октября в матче против «Лос-Анджелес Клипперс», отдав восемь результативных передач и не допустив ни одной потери, что стало наибольшим показателем результативных передач без потери мяча среди игроков «Санз» в дебютном матче с момента слияния АБА и НБА в 1976 году.

### Орландо Мэджик (2025—настоящее время)
6 июля 2025 года Джонс подписал контракт с «Орландо Мэджик».

## Статистика

### Статистика в НБА
| Сезон                                                                                    | Команда   | Регулярный сезон | Регулярный сезон | Регулярный сезон | Регулярный сезон | Регулярный сезон | Регулярный сезон | Регулярный сезон | Регулярный сезон | Регулярный сезон | Регулярный сезон | Регулярный сезон | Серия плей-офф | Серия плей-офф | Серия плей-офф | Серия плей-офф | Серия плей-офф | Серия плей-офф | Серия плей-офф | Серия плей-офф | Серия плей-офф | Серия плей-офф | Серия плей-офф |
| Сезон                                                                                    | Команда   | GP               | GS               | MPG              | FG%              | 3P%              | FT%              | RPG              | APG              | SPG              | BPG              | PPG              | GP             | GS             | MPG            | FG%            | 3P%            | FT%            | RPG            | APG            | SPG            | BPG            | PPG            |
| ---------------------------------------------------------------------------------------- | --------- | ---------------- | ---------------- | ---------------- | ---------------- | ---------------- | ---------------- | ---------------- | ---------------- | ---------------- | ---------------- | ---------------- | -------------- | -------------- | -------------- | -------------- | -------------- | -------------- | -------------- | -------------- | -------------- | -------------- | -------------- |
| 2015/16                                                                                  | Миннесота | 37               | 0                | 15,5             | 35,9             | 30,2             | 71,8             | 1,3              | 2,9              | 0,8              | 0,1              | 4,2              | Не участвовал  | Не участвовал  | Не участвовал  | Не участвовал  | Не участвовал  | Не участвовал  | Не участвовал  | Не участвовал  | Не участвовал  | Не участвовал  | Не участвовал  |
| 2016/17                                                                                  | Миннесота | 60               | 0                | 12,9             | 41,4             | 35,6             | 76,7             | 1,1              | 2,6              | 0,8              | 0,1              | 3,5              | Не участвовал  | Не участвовал  | Не участвовал  | Не участвовал  | Не участвовал  | Не участвовал  | Не участвовал  | Не участвовал  | Не участвовал  | Не участвовал  | Не участвовал  |
| 2017/18                                                                                  | Миннесота | 82               | 11               | 17,9             | 45,7             | 34,9             | 87,7             | 1,6              | 2,8              | 1,2              | 0,1              | 5,1              | 4              | 0              | 13,8           | 28,6           | 0,0            | -              | 2,3            | 2,0            | 0,3            | 0,0            | 1,0            |
| 2018/19                                                                                  | Миннесота | 68               | 23               | 22,9             | 41,5             | 31,7             | 84,1             | 2,0              | 4,8              | 1,2              | 0,1              | 6,9              | Не участвовал  | Не участвовал  | Не участвовал  | Не участвовал  | Не участвовал  | Не участвовал  | Не участвовал  | Не участвовал  | Не участвовал  | Не участвовал  | Не участвовал  |
| 2019/20                                                                                  | Мемфис    | 65               | 6                | 19,0             | 45,9             | 37,9             | 74,1             | 1,6              | 4,4              | 0,9              | 0,1              | 7,4              | Не участвовал  | Не участвовал  | Не участвовал  | Не участвовал  | Не участвовал  | Не участвовал  | Не участвовал  | Не участвовал  | Не участвовал  | Не участвовал  | Не участвовал  |
| 2020/21                                                                                  | Мемфис    | 70               | 9                | 17,5             | 43,1             | 32,1             | 91,1             | 2,0              | 3,7              | 0,9              | 0,1              | 6,3              | 5              | 0              | 9,3            | 35,3           | 25,0           | 100,0          | 1,4            | 1,2            | 0,2            | 0,0            | 3,0            |
| 2021/22                                                                                  | Мемфис    | 73               | 23               | 21,2             | 45,1             | 39,0             | 81,8             | 2,4              | 4,4              | 0,9              | 0,0              | 8,7              | 12             | 3              | 21,9           | 39,4           | 40,0           | 93,3           | 3,3            | 4,5            | 1,2            | 0,2            | 9,2            |
| 2022/23                                                                                  | Мемфис    | 80               | 22               | 24,2             | 43,8             | 37,1             | 80,0             | 2,5              | 5,2              | 1,0              | 0,1              | 10,3             | 6              | 1              | 20,1           | 30,6           | 15,8           | 66,7           | 3,0            | 3,7            | 1,3            | 0,0            | 4,5            |
| 2023/24                                                                                  | Вашингтон | 66               | 66               | 29,3             | 48,9             | 41,4             | 80,0             | 2,7              | 7,3              | 1,1              | 0,3              | 12,0             | Не участвовал  | Не участвовал  | Не участвовал  | Не участвовал  | Не участвовал  | Не участвовал  | Не участвовал  | Не участвовал  | Не участвовал  | Не участвовал  | Не участвовал  |
|                                                                                          | Всего     | 601              | 160              | 20,4             | 44,5             | 36,7             | 81,3             | 2,0              | 4,3              | 1,0              | 0,1              | 7,4              | 27             | 4              | 17,9           | 36,5           | 31,4           | 90,0           | 2,7            | 3,3            | 0,9            | 0,1            | 5,8            |
| Наведите курсор мыши на аббревиатуры в заголовке таблицы, чтобы прочесть их расшифровку. |           |                  |                  |                  |                  |                  |                  |                  |                  |                  |                  |                  |                |                |                |                |                |                |                |                |                |                |                |

### Статистика в Джи-Лиге
| Сезон                                                                                    | Команда        | Регулярный сезон | Регулярный сезон | Регулярный сезон | Регулярный сезон | Регулярный сезон | Регулярный сезон | Регулярный сезон | Регулярный сезон | Регулярный сезон | Регулярный сезон | Регулярный сезон | Серия плей-офф | Серия плей-офф | Серия плей-офф | Серия плей-офф | Серия плей-офф | Серия плей-офф | Серия плей-офф | Серия плей-офф | Серия плей-офф | Серия плей-офф | Серия плей-офф |
| Сезон                                                                                    | Команда        | GP               | GS               | MPG              | FG%              | 3P%              | FT%              | RPG              | APG              | SPG              | BPG              | PPG              | GP             | GS             | MPG            | FG%            | 3P%            | FT%            | RPG            | APG            | SPG            | BPG            | PPG            |
| ---------------------------------------------------------------------------------------- | -------------- | ---------------- | ---------------- | ---------------- | ---------------- | ---------------- | ---------------- | ---------------- | ---------------- | ---------------- | ---------------- | ---------------- | -------------- | -------------- | -------------- | -------------- | -------------- | -------------- | -------------- | -------------- | -------------- | -------------- | -------------- |
| 2015/16                                                                                  | Айдахо Стэмпид | 6                | 6                | 35,2             | 48,7             | 42,6             | 92,3             | 3,8              | 5,0              | 1,5              | 0,2              | 24,7             | Не участвовал  | Не участвовал  | Не участвовал  | Не участвовал  | Не участвовал  | Не участвовал  | Не участвовал  | Не участвовал  | Не участвовал  | Не участвовал  | Не участвовал  |
|                                                                                          | Всего          | 6                | 6                | 35,2             | 48,7             | 42,6             | 92,3             | 3,8              | 5,0              | 1,5              | 0,2              | 24,7             | Не участвовал  | Не участвовал  | Не участвовал  | Не участвовал  | Не участвовал  | Не участвовал  | Не участвовал  | Не участвовал  | Не участвовал  | Не участвовал  | Не участвовал  |
| Наведите курсор мыши на аббревиатуры в заголовке таблицы, чтобы прочесть их расшифровку. |                |                  |                  |                  |                  |                  |                  |                  |                  |                  |                  |                  |                |                |                |                |                |                |                |                |                |                |                |

### Статистика в NCAA
| Сезон | Команда | Conf  | Class | GP | GS | MPG  | FG%  | 3P%  | FT%  | RPG | APG | SPG | BPG | PPG  |
| --- | ------- | ----- | ----- | -- | -- | ---- | ---- | ---- | ---- | --- | --- | --- | --- | ---- |
| 2014/15 | Дьюк    | ACC   | FR    | 39 | 39 | 33,9 | 41,7 | 37,9 | 88,9 | 3,5 | 5,6 | 1,5 | 0,1 | 11,8 |
| Всего | Всего   | Всего | Всего | 39 | 39 | 33,9 | 41,7 | 37,9 | 88,9 | 3,5 | 5,6 | 1,5 | 0,1 | 11,8 |
| Наведите курсор мыши на аббревиатуры в заголовке таблицы, чтобы прочесть их расшифровку Статистика приведена с сайта sports-reference.com |         |       |       |    |    |      |      |      |      |     |     |     |     |      |